# منتخب كولومبيا لهوكي الدحرجة
منتخب كولومبيا لهوكي الدحرجة (بالإسبانية: Selección de hockey patín masculino de Colombia)‏ هو ممثل كولومبيا الرسمي في المنافسات الدولية في هوكي الدحرجة
.